# Letermovir
A letermovir (INN; Prevymis kereskedelmi név) antivirális hatóanyag a citomegalovírus (CMV) fertőzés kezelésére. Allogén őssejt-transzplantáción átesett CMV-fertőzött betegeken tesztelték, és más, károsodott immunrendszerű betegek számára is hasznos lehet, például szervátültetetteknél vagy HIV-fertőzötteknél. A hatóanyagot a Merck & Co. gyógyszeripari vállalat fejlesztette ki.
A gyógyszert az Amerikai Élelmiszer- és Gyógyszerügyi Hatóság (FDA) gyorsított eljárásban engedélyeztette, az Európai Gyógyszerügynökség által pedig ritka betegségek státuszát kapta. Ma már engedélyezték CMV-fertőzés kezelésére és a betegség megelőzésére allogén őssejt-transzplantációban részesülőknél.
Az FDA ún. first-in-class gyógyszernek (azaz egy új gyógyszercsoport első tagjának) minősítette.

## Orvosi felhasználás
A letermovirt az USA-ban és az EU-ban is a citomegalovírus fertőzés és a betegségek megelőzésére használják felnőttkori CMV-szeropozitív allogén őssejt-transzplantált betegeknél. A terápiát röviddel a transzplantációt követő 28 napon belül kezdik el, és általában 100 napig tart. A letermovir engedélyezett dózisa 480 mg (ciklosporinnal együtt alkalmazva 240 mg) napi egyszer.

## Ellenjavallatok
A gyógyszer kombinációja pimoziddal vagy ergot-alkaloidokkal (például ergotamin vagy metilergometrin) ellenjavallt, mivel ezeket a hatóanyagokat is a CYP3A4 májenzim metabolizálja, akárcsak a letermovirt, ami gátolja ezt az enzimet. Azokban az egyénekben, akik ciklosporint is szednek amely növeli a szervezet letermovir-koncentrációját kontraindikált. Emellett, a koleszterinszint-csökkentő gyógyszerekkel, a szimvasztatinnal és a pitavasztatinnal kombinálva is ellenjavallt. Kanadában további hatóanyagokkal együtt alkalmazva ellenjavallt, melyek a boszentán, a lovasztatin és a rozuvasztatin; az EU-ban pedig a dabigatrán, az atorvasztatint és a rozuvasztatin.

## Mellékhatások
A letermovir alkalmazásának mellékhatásai nem gyakoriak, de a gyomor-bélrendszeri tünetek, mint például gyomorhurut és hányinger (1-ből 10 embert érint), valamint előfordulhatnak légszomj (légzési nehézségek) és hepatitis.  Általánosságban elmondható, hogy a gyógyszer mellékhatásai összehasonlíthatók a placebóval kezeltekkel. 

## Túladagolás
Vizsgálatok során a terápiás dózis háromszoros mennyiségét alkalmazva 14 napon át nem eredményezett további káros hatásokat. Nem ismert, hogy a hatóanyag eltávolítható-e a szervezetből hemodialízissel. 

## Gyógyszertan

### Hatásmechanizmus
A letermovir egy virális termináz inhibitor. Specifikusan gátolja a CMV virális termináz komplexet, amelyet az UL56 , UL51 és UL89 CMV gének kódolnak. A gátlásnak azon alapul, hogy megakadályozza a CMV DNS konkatamerjeinek hasítását, ami hosszan hasítatlan DNS-t és nem fertőző vírusrészecskéket eredményez.  Letermovir csak akkor a CMV ellen aktív, és nincs hatással más herpeszvírusokra. 

### Farmakokinetika
A letermovir gyorsan felszívódik a bélből, a legmagasabb koncentrációt a vérplazmában 1,5-3 óra elteltével éri el. Biohasznosulása a becslések szerint 37%. A ciklosporin ezt a biohasznosulást körülbelül 85% -ra növeli. A véráramba kerülve az anyag szinte teljesen (98,2%) kötődik a plazmafehérjékhez. Leginkább (96,6%) eredeti formájában kering; csak kis részét metabolizálják az UGT1A1 és az UGT1A3 májenzimek, ami glükuronid-konjugátumot eredményeznek.
A gyógyszer főleg a széklettel ürül (93,3%). Kevesebb, mint 2%-a található a vizeletben.

A glükuronid-konjugátum, amely a letermovir fő metabolitja

## Kémia
A letermovirot szabad savként alkalmazzák. Ez egy fehér vagy csaknem fehér, amorf por, amely enyhén higroszkópos, vízben nagyon kevéssé oldódik, és nagyon jól oldódik acetonitrilben, acetonban, dimetil-acetamidban, etanolban és 2-propanolban.
A molekulának egy aszimmetrikus szénatomja van, amely S-konfigurációban van.

## Külső hivatkozások
- Letermovir. Drug Information Portal. U.S. National Library of Medicine
- Letermovir Injection. MedlinePlus